# Impávido
Impávido és una pel·lícula dirigida en 2012 per Carlos Therón.

## Argument
Rai entra en la presó després de robar un cotxe i no delatar a la seva xicota. Després de complir la seva condemna passa a col·laborar amb un conegut del penal, amb el que segueix apropiant-se d'automòbils com també la seva passió pel joc el fa entrar en una perillosa espiral que l'impliquen en assalt a bancs, assassinats i enfrontaments entre bandes.

## Repartiment
- Julián Villagrán - Rai
- Nacho Vidal[4] - Mikima
- Marta Torné - Nora
- Manolo Solo - Tena
- Pepón Nieto - Roge
- Carolina Bona - Dani
- Selu Nieto - Aaron
- Víctor Clavijo - El Botas
- Pepo Olivo - Manrique
- Pablo Penedo - Ugarte
- Fernando Valdivieso- El Piercings
- Miguel Ángel Martín - El Bailón

## Banda sonora original
La banda sonora original té el mateix nom de la pel·lícula: Impávido Està composta per Antonio Escobar Nuñez, autor d'altres bandes sonores com "Evelyn" i "Buscando a Eimish".